# Volkswagen Passat Lingyu

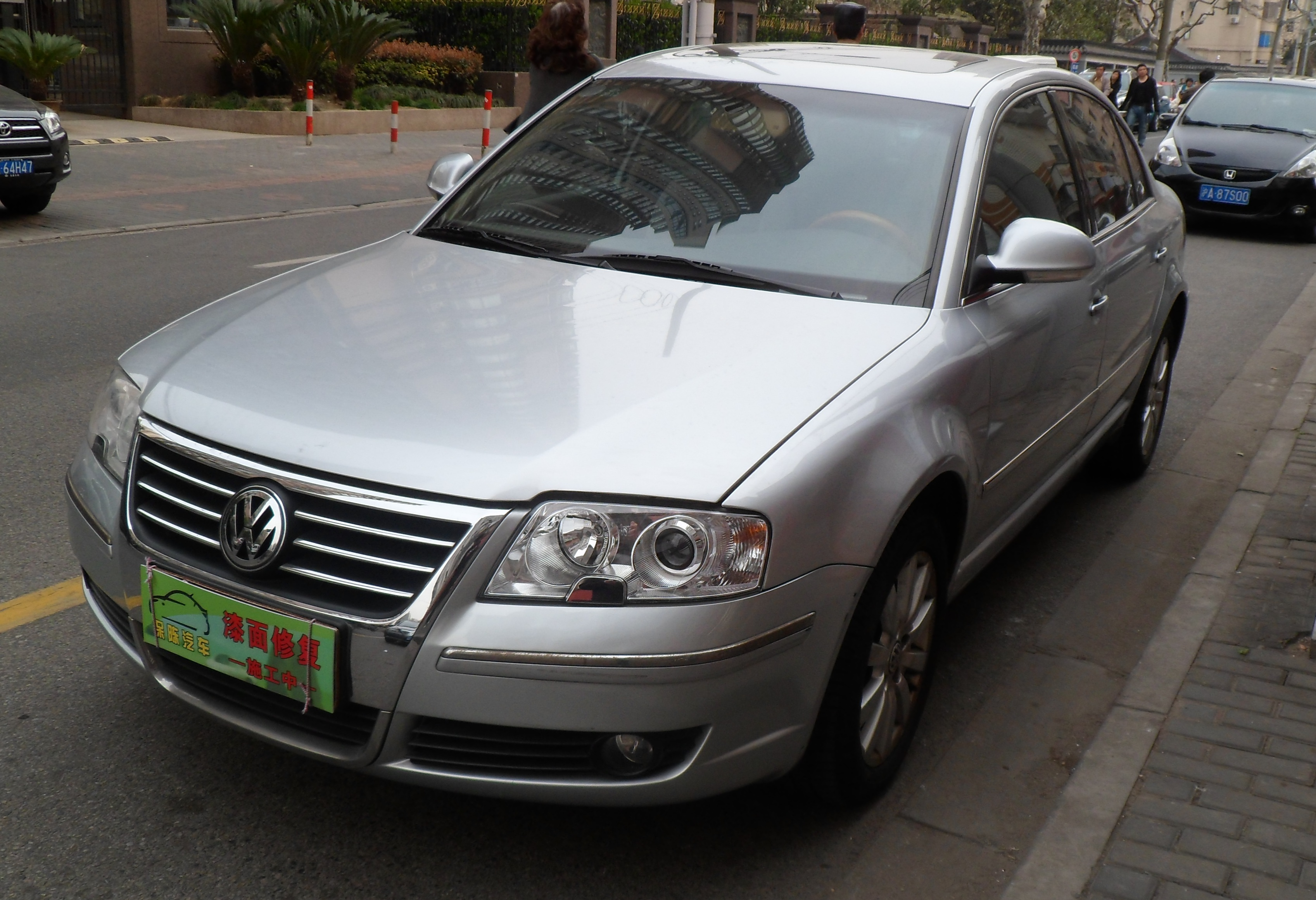
Passat Lingyu China

El Volkswagen Passat Lingyu es un automóvil del segmento D del fabricante chino Volkswagen Shangai Automotive de tracción delantera y motor longitudinal.

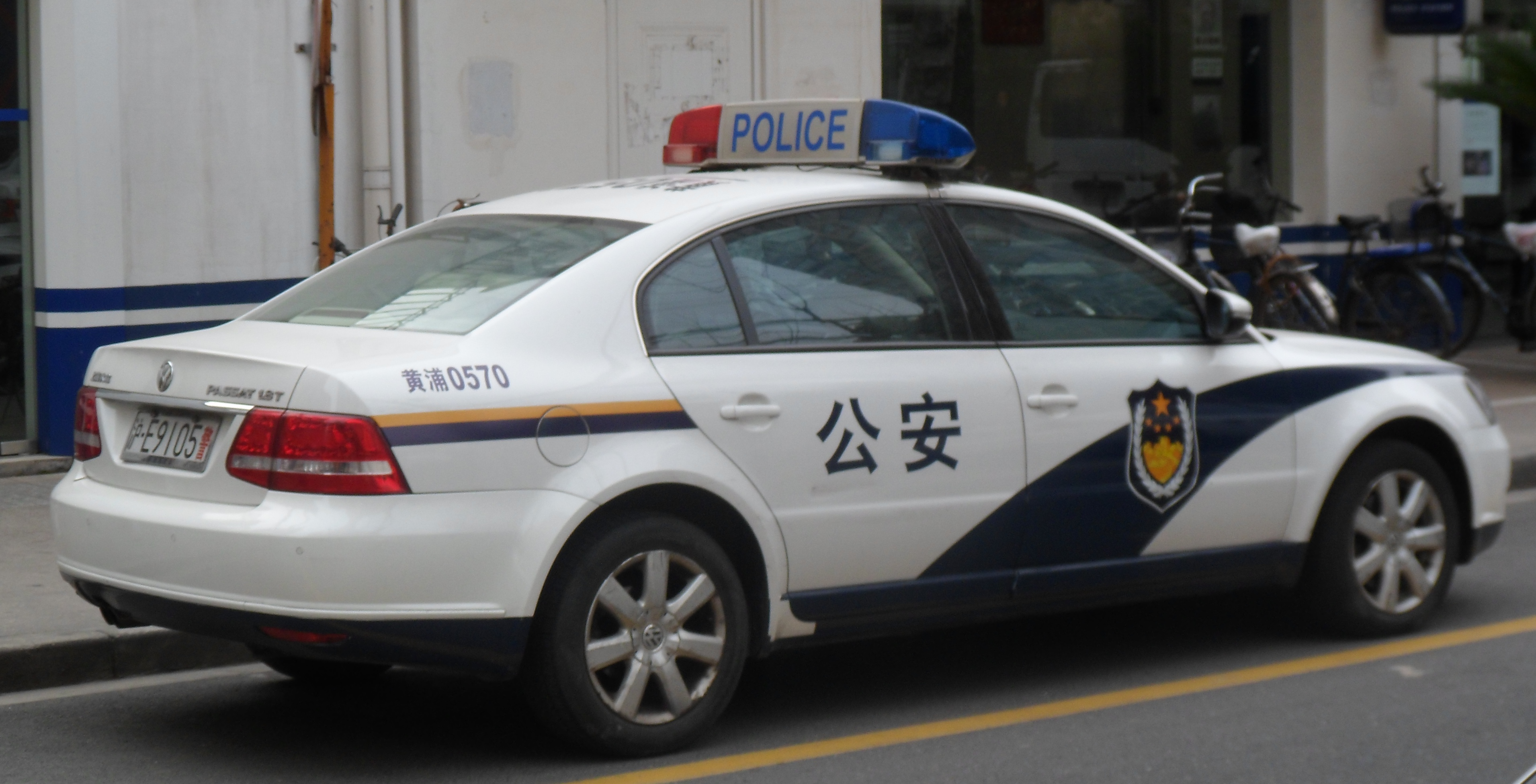
Passat Lingyu de la policía china trasera

Creado sobre la plataforma B5 del Volkswagen Passat de 1996 aparece tres años después. Utiliza la plataforma alargada B5 PL45+. Es un vehículo adaptado a las características particulares del mercado chino, donde los fabricantes adquieren los derechos de fabricación de un modelo y alargan su vida útil mucho más tiempo que en Europa o Estados Unidos. Por esta razón el coche necesita una plataforma más voluminosa para así diferenciarse de los otros productos del mismo fabricante, que sigue produciendo versiones anteriores del Passat, tales como el Santana y o el curioso a ojos occidentales "Santana 3000" que es un Passat de la segunda generación adaptado a la estética de los de la tercera y sigue siendo muy popular como vehículo público. Este tipo de versiones especiales para China son habituales; hay ejemplos de otras fabricantes chinos que ensamblan productos occidentales bajo licencia y los modifican.
En China se comercializó inicialmente como Volkswagen Passat, pero es conocido internamente como Volkswagen Passat lwb (long wheel base, o distancia larga entre ejes ). En 2006 recibe un reestiling y adopta la estética del Passat europeo de la siguiente generación, a pesar de estar basado en la anterior serie y pasa a denominarse Volkswagen Passat Lingyu.
En Europa la filial checa de Volkswagen, Škoda comercializó entre 2001 y 2008 una versión del Passat lgw, con estética adaptada, denominada Škoda Superb.